# Girabola 2019/20
Der Girabola 2019/20 war die 42. Saison des Girabola, der höchsten angolanischen Spielklasse im Fußball der Männer. Es nahmen 16 Mannschaften teil, die je zweimal gegeneinander antreten sollten. Die Saison begann am 16. August 2019 und sollte mit dem letzten Spiel des 30. Spieltags enden, das für den 19. April 2020 angesetzt war. Der 25. Spieltag am 21. März wurde dann jedoch der letzte durchgeführte Durchgang, ab dem 26. Spieltag wurde der Spielbetrieb auf Grund der COVID-19-Pandemie in Angola abgebrochen. Die weltweite COVID-19-Pandemie beendete auch in Angola sämtliche Sportveranstaltungen.
Der CD Primeiro de Agosto aus der Hauptstadt Luanda trat als Titelverteidiger und amtierender Gewinner des angolanischen Pokals an.
Der eigentlich als Aufsteiger qualifizierte Sport Lubango e Benfica zog seine Teilnahme am Erstligabetrieb aus finanziellen Gründen zurück. Daraufhin wurde der Klub vom Angolanischen Fußballverband für zwei Jahre gesperrt und mit einer Strafe von 1 Mio. Kwanzas belegt. Der Wiliete SC aus Benguela rückte für ihn in die erste Liga nach.
Im Verlauf des Jahres 2019 geriet der Verein Primeiro de Maio in eine tiefe Krise. Ende Dezember 2019 wurde der Vereinspräsident Rui Araújo von der Generalversammlung des Klubs entlassen, nachdem er erst am 16. Juli 2019 Vereinspräsident geworden war, nach zuvor 38 Jahren als Vize-Präsident. Zu dem Zeitpunkt stand Maio mit acht Punkten und nur einem Sieg auf dem 15. Platz. Nachdem das Team zu zwei Spielen nicht angetreten war, wurde der Klub durch den Verband disqualifiziert und alle seine Spiele annulliert.
In Folge der COVID-19-Pandemie beendete der angolanische Fußballverband FAF die Saison nach dem 25. Spieltag ohne einen Sieger auszurufen, nach Beratungen mit den Vereinen, die mit 13 von 15 Stimmen dieses Vorgehen akzeptierten. Am 14. Mai wurde die Saison schließlich offiziell annulliert, so dass es weder Meister noch Absteiger gab, mit Ausnahme des disqualifizierten Primeiro de Maio. Die FAF ernannte danach die angolanischen Vertreter für die afrikanischen Vereinswettbewerbe. So treten Atlético Petróleos Luanda und CD Primeiro de Agosto in der CAF Champions League 2020/21 an, während Bravos do Maquis und Grupo Desportivo Sagrada Esperança im CAF Confederation Cup 2020/21 vertreten sind.

## Tabelle
| Pl.                             | Verein                                | Sp. | S  | U | N  | Tore    | Diff. | Punkte |
| ------------------------------- | ------------------------------------- | --- | -- | - | -- | ------- | ----- | ------ |
| 1.                              | Atlético Petróleos Luanda             | 24  | 16 | 6 | 2  | 041:100 | +31   | 54     |
| 2.                              | CD Primeiro de Agosto (M/P)           | 23  | 16 | 3 | 4  | 042:130 | +29   | 51     |
| 3.                              | Bravos do Maquis                      | 23  | 12 | 4 | 7  | 026:220 | +4    | 40     |
| 4.                              | Clube Desportivo da Huíla             | 22  | 10 | 7 | 5  | 024:160 | +8    | 37     |
| 5.                              | Grupo Desportivo Sagrada Esperança    | 23  | 9  | 7 | 7  | 021:160 | +5    | 34     |
| 6.                              | AC Lobito                             | 22  | 9  | 6 | 7  | 021:180 | +3    | 33     |
| 7.                              | Clube Recreativo Desportivo do Libolo | 24  | 9  | 5 | 10 | 025:300 | −5    | 32     |
| 8.                              | GD Interclube                         | 23  | 8  | 7 | 8  | 024:230 | +1    | 31     |
| 9.                              | Wiliete SC (N)                        | 23  | 7  | 7 | 9  | 020:260 | −6    | 28     |
| 10.                             | Clube Recreativo da Caála             | 22  | 8  | 3 | 11 | 016:220 | −6    | 27     |
| 11.                             | Progresso do Sambizanga               | 23  | 6  | 4 | 13 | 016:290 | −13   | 22     |
| 12.                             | Sporting de Cabinda                   | 19  | 5  | 6 | 8  | 020:240 | −4    | 21     |
| 13.                             | Cuando Cubango FC                     | 23  | 4  | 8 | 11 | 017:270 | −10   | 20     |
| 14.                             | Ferroviário do Huambo (N)             | 23  | 4  | 8 | 11 | 009:250 | −16   | 20     |
| 15.                             | Santa Rita FC                         | 23  | 3  | 7 | 13 | 016:370 | −21   | 16     |
| 16.                             | Primeiro de Maio (N)                  | 0   | 0  | 0 | 0  | 000:000 | ±0    | 0      |
| Stand: 21. März 2020 (Endstand) |                                       |     |    |   |    |         |       |        |

| (M) | angolanischer Meister der Vorsaison     |
| (P) | angolanischer Pokalsieger der Vorsaison |
| (N) | Aufsteiger (Neuling)                    |